# Estació de trens de Lamadelaine
L'Estació de trens de Lamadelaine (en luxemburguès:  Gare Rolléng; en francès: Gare de Lamadelaine, en alemany: Bahnhof Rollingen) és una estació de trens que es troba a Lamadelaine al sud-oest de Luxemburg. La companyia estatal propietària és Chemins de Fer Luxembourgeois. L'estació és de la línia 70 CFL, que connecta el sud-oest del país amb la Ciutat de Luxemburg.
Lamadelaine rep els serveis ferroviaris pels trens de Regionalbahn (RB) amb relació a les línia 60 CFL i Línia 70 CFL de Ciutat de Luxemburg a Rodange o Athus (Bèlgica).